# Plataformes Anticapitalistes
Les Plataformes Anticapitalistes, o també Comissions Obreres i Plataformes Anticapitalistes varen ser una organització social i política que es definia com una organització de la classe obrera, de caràcter revolucionari, impulsada en general per l'Organització d'Esquerra Comunista.

## Història

### El FOC i l'esquerra de comissions obreres
L'any 1966 les comissions obreres a Catalunya estaven impulsades pel PSUC i el FOC. El 1967 el FOC va assolir la majoria a la coordinadora local de comissions obreres de Barcelona. Davant això el PSUC va impulsar una instància superior: la Coordinadora Nacional de Catalunya. El 1967 es crearen les comissions obreres juvenils, que aviat s'identificaren amb posicions de ruptura amb la línia sindical del PCE i el PSUC. El 1967 les tendències a l'esquerra del PSUC, sobretot el FOC, eren majoritàries dins les comissions obreres de Catalunya i en molts d'altres llocs de l'estat.
El FOC (Front Obrer de Catalunya) tenia molta relació amb els cristians progressistes i en el seu interior hi havia militants de la JOC, HOAC i membres del SOC. Es va configurar com l'organització més sòlida a l'esquerra del PCE i l'estiu de 1968 la direcció política del FOC estava en condicions de plantejar-se prendre la direcció de la lluita obrera a Barcelona.
Però les tensions entre el PSUC i el FOC eren creixents i, alhora, les actuacions policials debilitaren la direcció obrera. El FOC va voler impulsar una coordinació a un nivell més baix: les comissions obreres de zona, però la base obrera del FOC no va entrar en l'operació i va constituir les Plataformes el 1969, que a la vegada incorporaren quadres obrers diversos situats en una perspectiva anticapitalista, a l'esquerra del PCE i el PSUC.
S'inicià la publicació de la revista ¿Qué hacer?, i després, el 1969, de “Nuestra clase", a la vegada que es constituïren els Círculos de Formación de Cuadros (1969-1970). El 1970 les Plataformes es varen anar implantant a Barcelona. Les principals empreses en les quals incidien eren la Maquinista Terrestre, Faesa, Phillips, Indo, etc. El 1972 es constituïren els Cercles Obrers Comunistes. Mentrestant les Plataformes, almenys el seu nucli majoritari, formaren les Plataformes de Comissions Obreres Anticapitalistes, que aconseguiren una àmplia implantació al Vallès i, des d'allà, arribaren a altres llocs com Tarragona, València i Saragossa.

## Significació política
Les Plataformes Anticapitalistes, d'acord amb les tesis defensades pels COC i després per l'OEC, eren unes aferrissades defensores de la democràcia directa i l'autoorganizació obrera. La incapacitat de la burgesia de reformar l'aparell d'estat franquista, al costat de l'ascens d'un fort moviment obrer i popular, havia d'aconduir a una transformació socialista. Seguint aquest esquema les Plataformes s'oposaven a la constitució de sindicats de tall tradicional que reprodueixen la substitució del protagonisme de la classe obrera per burocràcies reformistes i sols són aptes per la lluita reivindicativa, impedint la formació d'una consciència de classe autèntica.
El rumb del procés de reforma política no va ser el previst per les Plataformes Anticapitalistes. A partir de 1977, l'evidència d'una transició pactada entre el règims i les forces polítiques democràtiques, amb un joc sindical consolidat, va deixar les formacions com Plataformes en una situació marginal i sense temps de replantejar-se la seva estratègia. Les organitzacions anticapitalistes, ja en plena crisi de militància, s'anaren dissolent a partir de 1978 i 1979. La majoria dels seus militants s'integraren dins CCOO i altres formacions sindicals.

## Implantació
Tot i el pes de l'organització obrera, es varen constituir organitzacions d'estudiants, barris, ensenyants. Les Plataformes varen tenir una implantació molt desigual, encara que la seva tendència va ser al ràpid creixement i a assolir èxits significatius en la seva implantació obrera. Va ser freqüent la proletarització o trasllat de militants des de zones ja consolidades a altres de presència inicial. Aquest és el cas de Lluís Massana Llorens Santi que va tenir un paper important en el moviment obrer de Còrdova, o el de Teresa Fortuny i Solà que deixà la seva feina per entrar a treballar a una empresa de Valls.

### Catalunya
Foren molt actives al Vallès Oriental, Baix Llobregat i altres comarques. A les Plataformes hi militaren els exconsellers de la Generalitat Montserrat Tura, Antoni Castells i Josep Subirós i Puig. A Santa Coloma de Gramenet impulsaren les comissions de fàbrica, amb persones com Emiliana Salinas i Maruja Sáez. Altres persones que impulsaren les Plataformes foren Dídac Fàbregas i Guillén, Manuel Murcia i Ros, José Antonio Díaz Valcárcel, fundador de Comissions Obreres, militant del FOC i autor dels llibres Entre el fraude y la esperanza, La lucha interna en CC OO i La pasión revolucionaria de Rosa Luxemburgo. A Manresa, Josep Armengou Fernández, fundador de comissions obreres a les mines de Fígols, Teresa Vilajeliu, Carme Cots i Josep Subirana, foren detenguts per la Guàrdia civil el 10 d'octubre de 1975 arran de les protestes per les execucions de militants d'ETA i del FRAP. A Tarragona hi militaren persones com Teresa Fortuny i Solà, treballadora de l'empresa MAI de Valls i posteriorment dirigent de CCOO.

### Illes Balears
Tengueren Presència a Mallorca i Menorca. El seu naixement va venir a través de contactes amb Catalunya de membres de la JOC. Foren presents en el moviment obrer, de barris i estudiantil. A Menorca tengueren organització a Maó, Ferreries i Ciutadella. A Mallorca a Palma, Inca, Manacor i altres localitats. A les Balears foren la formació més important de l'esquerra revolucionària.

### País Valencià
Les Plataformes, impulsades per l'OEC, assoliren una certa presència a València i Castelló. La seva acció reivindicativa va ser important dins la Ford d'Almussafes. Uns dels impulsors foren l'advocat laboralista i antic militant del PSV dels anys 60, Vicent Àlvarez i Rubio i la seva companya, Elia Serrano.

### Almeria
Les Plataformes reberen el nom de Plataformas Unitarias Anticapitalistas i sorgiren amb un component inicial cristià. El seu nucli majoritari a la vegada es va integrar en l'OEC. En aquest corrent hi participaren persones com Javier Ayestarán, Fernando Martínez, el periodista Manuel Gómez Cardeña, Concepción Ruiz Cáceres i José Antonio Domínguez. Participaren en la vaga de pescadors, a sanitat, moviment universitari, barris, moviment obrer i moviment feminista.

### Còrdova
Les plataformes nasqueren, com a altres llocs, des d'àmbits cristians progressistes. La seva presència a Còrdova va ser tardana. L'impulsor va ser Lluís Massana Llorens Santi. Altres integrants de les plataformes foren Antonio Perea Torres Cahue, Antonio Gómez Romero Papi, Antonio Amaro, Alfonso Nieto, Miguel Cívico Churruca.

### Astúries
Les Plataformes i l'OEC s'implantaren ja en un moment tardà. A partir del CRAS (Comunes Revolucionàries d'Acció Socialista) un grup se'n separà i donà lloc a les Plataformes i a l'OEC entorn de 1974 i 1975. Hi havia J. Ramón Alonso Iglesias, Chema Castiello, Germán Costales, Bonifacio Ortiz, Jose Luis i Begoña Cienfuegos, entre d'altres.

### País Basc
Les Comissions Obreres Anticapitaliestes d'Euzkadi (COAE) es crearen l'octubre de 1976, a partir de les comissions d'empresa impulsades pels NOC (Nuclis Obrers Comunistes). Varen tenir presència de l'organització obrera de Vitòria que va culminar en els tràgics fets del 3 de març de 1976.